# Anna Wiener
Anna Wiener es una escritora estadounidense, conocida por sus memorias de 2020, Valle inquietante. Wiener actualmente escribe para The New Yorker como corresponsal de tecnología.

## Biografía
Wiener, quien creció en Brooklyn, asistió a la Universidad Wesleyana en Middletown, Connecticut. Después de la universidad, se mudó a Nueva York antes de mudarse a San Francisco. Decidió trabajar en el sector tecnológico en un intento de encontrar una carrera con más «impulso» que la industria editorial de libros, donde anteriormente trabajaba. Wiener también estaba profundamente interesada en los datos, particularmente en la forma en que podrían usarse para contar historias. En San Francisco, terminó trabajando para una empresa emergente de análisis y GitHub, y se hizo amiga del CEO de Stripe, Patrick Collison. Su libro, Valle inquietante, nunca menciona los nombres de las empresas en las que trabajó o con las que interactuó, aunque a menudo describe sus productos y culturas corporativas con suficiente detalle para que el lector pueda deducir cuáles son. Después de varios años en San Francisco, decidió dejar la industria de la tecnología por varias razones, incluida su falta de respuesta a la información clasificada publicada por Edward Snowden y una desilusión más amplia con la cultura corporativa y el sexismo presentes en ella.
Desde que dejó la industria de la tecnología, Wiener ha estado escribiendo sobre Silicon Valley para The New Republic, n+1, The Atlantic y otros. Ella es una escritora colaboradora de The New Yorker.

## Trabajos seleccionados
- Valle inquietante (MCD Books, 2020) ISBN 9780374719760.[8][9][10]